# Alexander Arendt

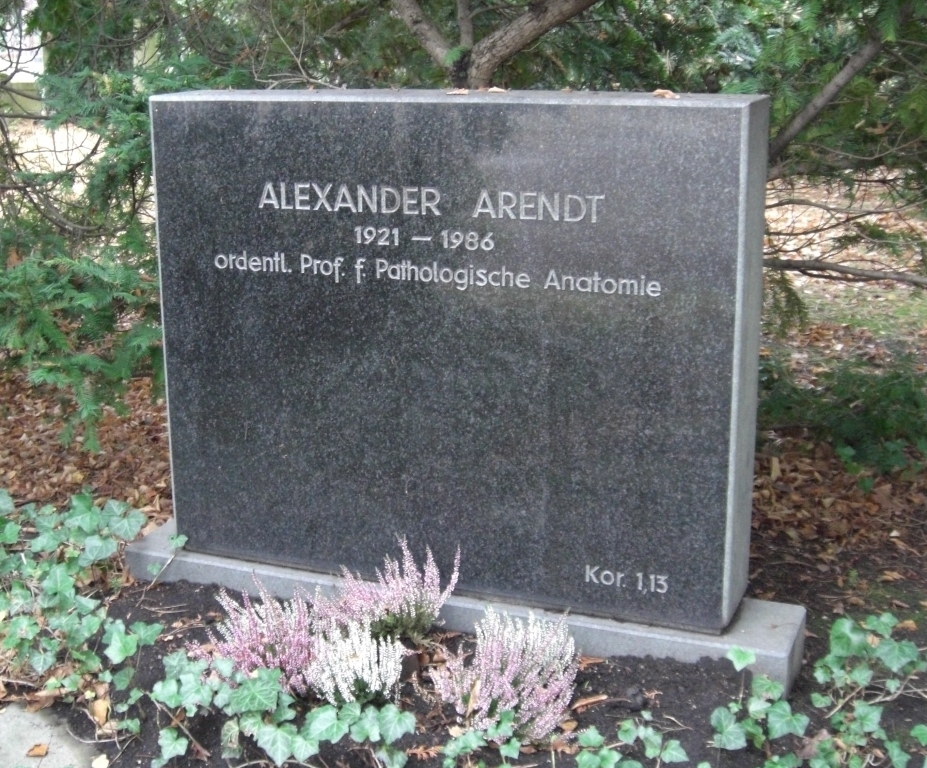
Grab von Alexander Arendt auf dem Südfriedhof in Leipzig

Alexander Arendt (* 28. Februar 1921 in Oetzsch-Markkleeberg; † 5. Oktober 1986 in Leipzig) war ein deutscher Mediziner.

## Leben
Alexander Arendt wurde als Sohn des Zahnarztes Theodor Arendt am 28. Februar 1921 in Oetzsch bei Leipzig geboren. Er war Schüler des Königin-Carola-Gymnasiums in Leipzig. Nach dem Abitur bezog er 1939 die Universität Leipzig zum Medizinstudium, wurde im folgenden Jahr jedoch verwiesen, da er teils jüdischer Abstammung war. Die folgenden zwei Jahre machte er eine Handelsbetriebslehre und arbeitete dann bis 1944 bei der Victoria-Versicherung. 1944/1945 brachte er auf Anweisung der Geheimen Staatspolizei in deutschen und französischen Zwangsarbeitslagern zu. Dann war er Krankenpfleger eines Kyritzer Krankenhauses.
1946 nahm er sein Medizinstudium an der Universität Leipzig wieder auf, das er 1949 beendete. Im selben Jahr wurde er mit der Dissertationsschrift Zur Differentialdiagnose und Histopathologie der Pickschen Krankheit und der Fibrose der kleinen Hirngefäße zum Dr. med. promoviert. Bis 1951 war er assistierender Arzt an mehreren Krankenhäusern in Leipzig. Anschließend stellte man ihn als assistierender Arzt am Hirnforschungsinstitut der Universität und an der Neurologisch-Psychiatrischen Klinik ein. Zum Facharzt der Psychiatrie und der Neurologie 1955 befördert, ging er noch im selben Jahr als Oberarzt zum Hirnforschungsinstitut der Universität Leipzig. Im Folgejahr gab er die Stelle auf.
An die medizinische Fakultät kehrte Arendt dann 1959 als Facharzt und Oberassistent zurück. 1963 habilitierte er sich mit der Habilitationsschrift Die Geschwülste des Zentralnervensystems und seiner Anhangsgebilde. Ihre Gewebsbilder, Ordnung und Differenzierung im Fachgebiet Pathologie und wurde im folgenden Jahr Dozent, was er bis 1968 blieb. Anschließend wurde er zum lehrbeauftragten Professor befördert. Ordentlicher Professor wurde er schließlich 1969 und hielt die Stelle bis zu seinem Tode am 5. Oktober 1986 in Leipzig im Alter von 65 Jahren inne.
1950 war Arendt der Sozialistischen Einheitspartei Deutschlands beigetreten. Außerdem war er Mitglied folgender Vereinigungen: Arbeitsgemeinschaft Morphologie der DDR, Gesellschaft für Neuropathologie der DDR, Gesellschaft für Pathologie der DDR, International Brain Research Organisation, Problem-Comission of Neuro-Oncology der World Federation of Neurology und des International Reference Centre for Histopathological Nomenclature and Classification of CNS-Tumours der WHO.

## Werke
- Zur Differentialdiagnose und Histopathologie der Pickschen Krankheit und der Fibrose der kleinen Hirngefäße (Leipzig 1949)
- Die Geschwülste des Zentralnervensystems und seiner Anhangsgebilde (Leipzig 1963)
- Taschenbuch der klinischen Neuropathologie (Jena 1980)